# Le Fait du prince
Le Fait du prince est le dix-septième roman de l’écrivain belge Amélie Nothomb, paru en 2008 chez Albin Michel. Elle reçoit à l'occasion, le Grand prix Jean Giono.

## Résumé
Un homme vole l’identité d’un inconnu.
La vie de Baptiste Bordave, une vie morose et banale, va soudainement changer quand, un jour, un homme sonne chez lui pour téléphoner et meurt subitement. Ne sachant que faire, il décide de prendre l'identité du mort et devient donc Olaf Sildur. Il découvre alors une nouvelle vie de luxe et de champagne en compagnie d'une magnifique femme. Mais plus tard, il est rattrapé par son passé et fuit en Suède.

## Personnages

### Olaf Sildur
Olaf Sildur est un riche suédois, habite Versailles à Paris, et meurt subitement alors qu'il est dans le domicile de Baptiste Bordave et qu'il tente d'appeler un certain George,,. Baptiste Bordave décide d'usurper son identité. Il prend les clefs de la voiture de luxe d'Olaf et se rend au domicile de celui-ci.